# Quillan
Quillan je francouzská obec v departementu Aude v regionu Languedoc-Roussillon. V roce 2009 zde žilo 3 352 obyvatel. Je centrem kantonu Quillan.